# Inishnabro
Inishnabro (iriska: Inis na Bró) är en ö i republiken Irland.   Den ligger i grevskapet Ciarraí och provinsen Munster, i den sydvästra delen av landet, 300 km väster om huvudstaden Dublin. Arean är 0,73 kvadratkilometer.
Terrängen på Inishnabro är lite kuperad. Öns högsta punkt är 150 meter över havet. Den sträcker sig 1,4 kilometer i nord-sydlig riktning, och 1,1 kilometer i öst-västlig riktning.